# Сия (посёлок)
Си́я — посёлок сельского типа в Пинежском районе Архангельской области. Административный центр Сийского сельского поселения.

## География
Сия находится в 150 километрах от Архангельска, на Карпогорской ветке Северной железной дороги, на границе с Холмогорским районом. К югу и востоку от Сии находится озеро Бережное, относящееся к Охтомским озёрам.

## История
В 1974 году был сдан в эксплуатацию участок Паленьга (близ Белогорского) — Сия — Карпогоры-Товарные (посёлок Таёжный).

## Население
| 2002 | 2010  | 2012  |
| ---- | ----- | ----- |
| 1535 | ↘1336 | ↘1293 |

Население посёлка, по данным Всероссийской переписи населения 2010 года, составляло 1336 человек. В 2009 году числилось 1 716 человек, из них 624 пенсионера (2009 год).

## Транспорт
На севере посёлка находится железнодорожная станция Сия. Грунтовая автодорога соединяет Сию с посёлками Ясный (станция Карпогоры-Товарные) и Светлый (станция Глубокое-Новое).

## Этимология
В Пинежском районе (как и в Холмогорском) есть несколько топонимов с названием Сия — река, болото, озеро. Название, возможно, происходит от саамского сийна — сияние. По другому предположению, название происходит от слова сийт, означающего саамские погосты (селения).

## Социальная сфера
В посёлке есть школа, амбулатория, почта, отделение полиции, пожарное отделение, детский сад, церковь.

## Радио
- 70,73 (Молчит) Радио России / Радио Поморье.

## Достопримечательности
К югу от Сии располагается цепь озёр, образующих вокруг подобие ожерелья. Из них вытекает река Охтома (приток Покшеньги).

## Топографические карты
- Лист карты Q-38-XXXI,XXXII Сия. Масштаб: 1 : 200 000. Указать дату выпуска/состояния местности.
- Лист карты Q-38-135,136 Сия. Масштаб: 1 : 100 000. Указать дату выпуска/состояния местности.
- Сия на Wikimapia